# Hans von Pechmann

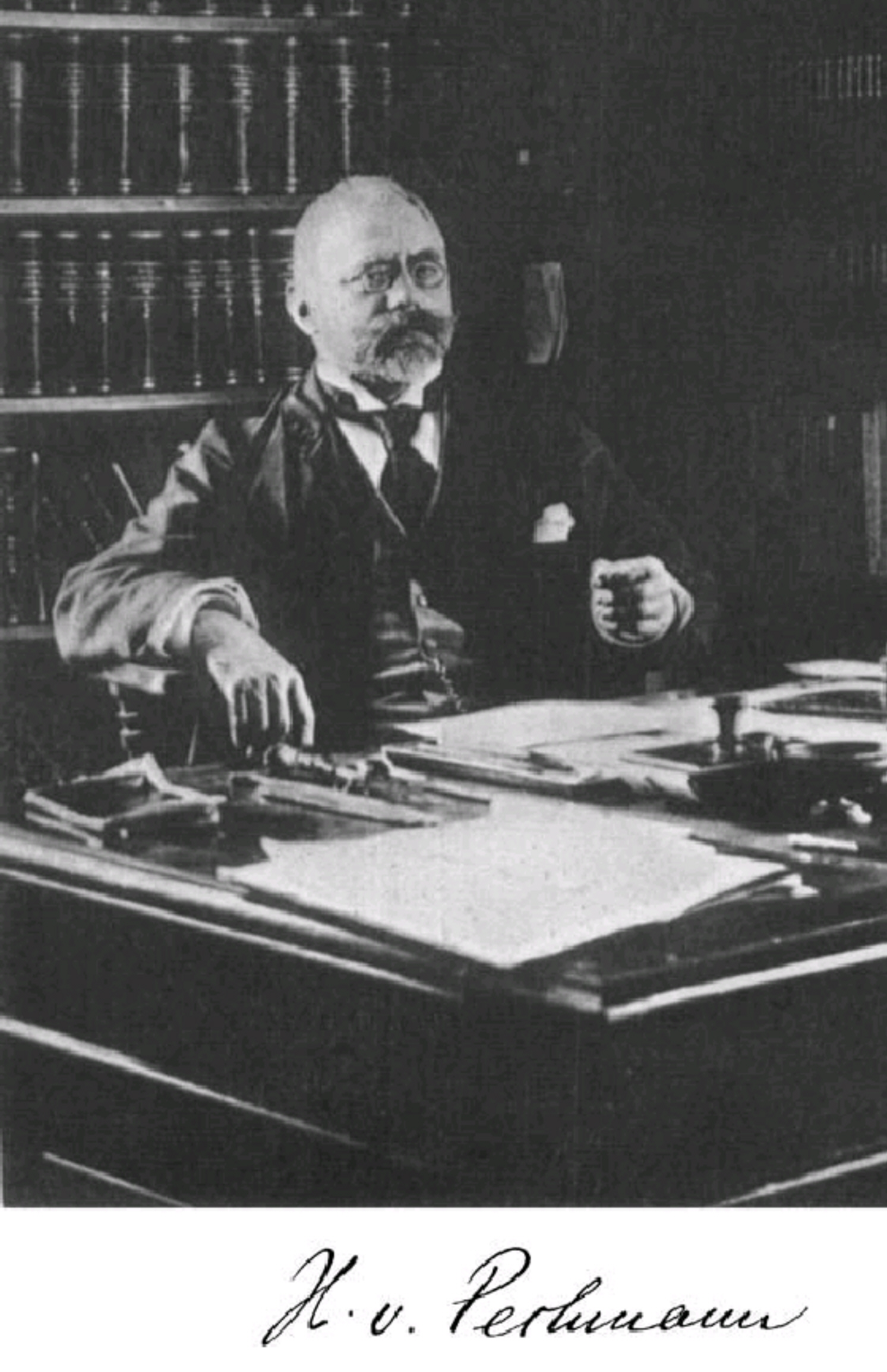
Hans v. Pechmann

Hans Freiherr von Pechmann (* 1. April 1850 in Nürnberg; † 19. April 1902 in Tübingen) war ein deutscher Chemiker.

## Leben

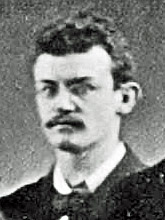
Hans von Pechmann (1877)

Pechmann studierte Chemie an der Ludwig-Maximilians-Universität München und wurde 1869 im Corps Isaria aktiv. Als Inaktiver wechselte er an die  Königliche Universität zu Greifswald. Mit einer Doktorarbeit
bei Heinrich Limpricht wurde er dort zum Dr. phil.  promoviert. Im Jahr 1888 wurde er zum Mitglied der Leopoldina gewählt. Bis 1895 war er Professor in München. Anschließend wirkte er bis 1902 an der Eberhard-Karls-Universität Tübingen.
Er unterhielt ein enges freundschaftliches und fachliches Verhältnis zu Eduard Buchner. Kurz nach seinem 52. Geburtstag schied Pechmann in Folge eines schweren Nervenleidens durch Freitod aus dem Leben. Die Nachfolge trat 1902 Wilhelm Wislicenus (1861–1922) an.
Er entdeckte das Diazomethan (1894) und das Polyethylen (1898).

## Werke
- Anleitung zur quantitativen Analyse nach Cl. Zimmermann : zum Gebrauche im chemischen Laboratorium des Staates zu München. - 10. Aufl. - München : Chemisches Laboratorium des Staates, 1901. Digitalisierte Ausgabe der Universitäts- und Landesbibliothek Düsseldorf
- Volhard's Anleitung zur Qualitativen chemischen Analyse. - München : Chemisches Laboratorium des Staates, 1901. Digitalisierte Ausgabe der Universitäts- und Landesbibliothek Düsseldorf